# Акрон (Огайо)
Акрон (англ. Akron) — місто (англ. city) в США, в окрузі Самміт штату Огайо, на річці Куяхога за 56 км на південний схід від Клівленда. Населення — 190 469 осіб (2020). Відоме як «Гумова столиця світу». Тут перебувають штаб-квартири кількох основних компаній з виробництва шин і гуми, хоча їх виробництво у самому місті до 1982 було припинено. Агломерація Акрон-Кантон (разом з сусіднім містом Кантоном) налічує 1 101 894 мешканці. Обидва міста обслуговуються регіональним аеропортом Акрон-Кантон.

## Історія
Засновано 1825 року на Огайо — Ері каналі, що з'єднував Великі озера з Мексиканською затокою через Міссісіпі. Завдяки більшій висоті місцевості на каналі були побудовані шлюзи; також округа отримала назву Самміт (вершина). Назва Акрон походить від приблизного перекладу слова «вершина» на грецьку мову.
У 1929 році в місті було закладено й збудовано один із найбільших у світі дирижаблів, заповнених гелієм, який був названий на честь міста — «USS Akron».
У 1935 році Білл Вілсон (William Griffith Wilson) і Боб Сміт (Robert Smith) заснували в Акроні спільноту «Анонімні Алкоголіки».
У 2000 році північніше Акрона був утворений національний парк Кайахоґа-Валлі, єдиний в Огайо.

## Географія
Акрон розташований за координатами 41°4′50″ пн. ш. 81°31′17″ зх. д. / 41.08056° пн. ш. 81.52139° зх. д. (41.080456, -81.521429).  За даними Бюро перепису населення США в 2010 році місто мало площу 161,54 км², з яких 160,66 км² — суходіл та 0,88 км² — водойми.

### Клімат
| Клімат : Акрон          | Клімат : Акрон | Клімат : Акрон | Клімат : Акрон | Клімат : Акрон | Клімат : Акрон | Клімат : Акрон | Клімат : Акрон | Клімат : Акрон | Клімат : Акрон | Клімат : Акрон | Клімат : Акрон | Клімат : Акрон | Клімат : Акрон |
| Показник                | Січ.           | Лют.           | Бер.           | Квіт.          | Трав.          | Черв.          | Лип.           | Серп.          | Вер.           | Жовт.          | Лист.          | Груд.          | Рік            |
| Абсолютний максимум, °C | 22,8           | 24,4           | 28,3           | 31,7           | 34,4           | 37,8           | 38,9           | 40,0           | 37,2           | 32,8           | 26,7           | 24,4           | 40,0           |
| Середній максимум, °C   | 0,6            | 2,6            | 8,1            | 15,3           | 20,7           | 25,6           | 27,8           | 26,8           | 22,8           | 16,1           | 9,6            | 2,8            | 14,9           |
| Середній мінімум, °C    | −7,2           | −5,9           | −1,9           | 3,8            | 9,2            | 14,3           | 16,6           | 15,9           | 11,8           | 5,8            | 1,1            | −4,5           | 4,9            |
| Абсолютний мінімум, °C  | −31,7          | −28,9          | −21,1          | −12,2          | −4,4           | 0,0            | 5,0            | 3,9            | −1,7           | −6,7           | −18,3          | −26,7          | −31,7          |
| Норма опадів, мм        | 66             | 59             | 76             | 90             | 109            | 97             | 104            | 90             | 88             | 72             | 84             | 72             | 1006           |
| Днів з опадами          | 17,1           | 14,1           | 14,0           | 14,3           | 14,0           | 12,1           | 11,3           | 9,6            | 10,2           | 10,9           | 13,8           | 16,2           | 157,6          |
| Днів зі снігом          | 13,0           | 9,4            | 6,8            | 2,5            | 0              | 0              | 0              | 0              | 0              | 0,5            | 3,4            | 10,3           | 45,9           |
| ----------------------- | -------------- | -------------- | -------------- | -------------- | -------------- | -------------- | -------------- | -------------- | -------------- | -------------- | -------------- | -------------- | -------------- |
| Джерело: NOAA           |                |                |                |                |                |                |                |                |                |                |                |                |                |

## Демографія
Згідно з переписом 2010 року, у місті мешкало 199 110 осіб у 83 712 домогосподарствах у складі 47 084 родин. Густота населення становила 1233 особи/км².  Було 96288 помешкань (596/км²).
Расовий склад населення:
| - 62,2 % — білих - 31,5 % — чорних або афроамериканців - 2,1 % — азіатів - 0,2 % — корінних американців |

До двох чи більше рас належало 3,2 %. Частка іспаномовних становила 2,1 % від усіх жителів.
За віковим діапазоном населення розподілялося таким чином: 22,9 % — особи молодші 18 років, 64,5 % — особи у віці 18—64 років, 12,6 % — особи у віці 65 років та старші. Медіана віку мешканця становила 35,7 року. На 100 осіб жіночої статі у місті припадало 93,6 чоловіків;  на 100 жінок у віці від 18 років та старших — 90,8 чоловіків також старших 18 років.
Середній дохід на одне домашнє господарство  становив 47 513 долари США (медіана — 34 512), а середній дохід на одну сім'ю — 57 468 доларів (медіана — 44 034). Медіана доходів становила 40 092 долари для чоловіків та 31 344 долари для жінок. За межею бідності перебувало 26,5 % осіб, у тому числі 40,2 % дітей у віці до 18 років та 11,5 % осіб у віці 65 років та старших.
Цивільне працевлаштоване населення становило 86 622 особи. Основні галузі зайнятості: освіта, охорона здоров'я та соціальна допомога — 24,7 %, виробництво — 14,0 %, роздрібна торгівля — 13,9 %.

## Економіка
Акрон має прізвисько «Гумове місто». До останнього часу головною діяльністю було виробництво шин. Тут знаходяться гігантські заводи Goodyear і Firestone. У місті розвиваються сучасні високотехнологічні підприємства. В Акроні знаходиться штаб-квартира енергетичної корпорації FirstEnergy.

## Міста-побратими
- Хемніц, Німеччина (1997)
- Kiryat Ekron, Ізраїль

## Відомі люди
- Джим Джармуш (*1953) —  американський незалежний кінорежисер, актор, продюсер та сценарист.
- Леброн Джеймс (*1984) — американський професійний баскетболіст.
- Меліна Канакаредес (*1967) — акторка, відома за серіалами «Провіденс» та «CSI: Місце злочину Нью-Йорк».
- Ярослав Ян Пелікан — видатний богослов-патролог словацького походження, професор Єльського університету.
- Стефен Каррі — американський  професійний баскетболіст.
- Сідні Ром (*1951) — італійська актриса і співачка.